# Sint-Lambertuskerk (Eindhoven)
De Sint-Lambertuskerk is een rooms-katholieke kerk aan de Hoogstraat 299 in Eindhoven, genoemd naar de heilige Lambertus van Maastricht. Het is een neogotische kruisbasiliek die in 1910-1911 werd gebouwd naar een ontwerp van Wolter te Riele uit 1909. De kerk en de naastgelegen vrijstaande pastorie staan beide op de Nederlandse lijst van rijksmonumenten.

## Geschiedenis
De eerste voorganger van de Sint-Lambertuskerk stond in Blaarthem, dat tezamen met Gestel de heerlijkheid Gestel en Blaarthem vormde. De oudste vermelding van deze kerk stamt uit de 14e eeuw. In Gestel stond een kapel. Nadat de Hervormden in 1648 de Blaarthemse Lambertuskerk naastten betrokken zowel de bewoners van Blaarthem als die van Gestel een schuurkerk. Beide kerken werden bediend door de pastoor van Blaarthem. In 1798 kregen de katholieken hun oorspronkelijke kerk weer terug. Deze was echter bouwvallig en in 1800, tijdens een zware storm, werd ze verwoest.
De Gestelse schuurkerk was nog bruikbaar, en de pastoor wenste dat daar ook de nieuwe parochiekerk zou komen. In 1803 werd de eerste steen daarvoor gelegd, maar dit kerkje was spoedig te klein. Van 1833-1835 werd een waterstaatkerk gebouwd, wat in 1910 werd vervangen door de huidige Lambertuskerk.
In 1972 bepaalde de bisschop van Den Bosch, mgr. Jan Bluyssen dat de kerk aan de eredienst diende te worden onttrokken teneinde te worden gesloopt. Dit leidde tot fel protest van de parochianen die de kerk meer dan twee maanden bezet hielden, hetgeen uiteindelijk leidde tot het behoud van de kerk, die later een rijksmonument zou worden. Sinds 2008 verzorgt de parochie Sint Joris in Eindhoven, H. Missen in de Sint Lambertuskerk; ook Engelstalig voor de internationale gemeenschap van Eindhoven. De Stichting Sint Lambertusgemeenschap heeft het beheer van het kadastrale gebied, bevattende alle panden; kerk, kerkhof, twee patronaten en de pastorie in overleg met het Bisdom in 1973 overgenomen van het Bisdom. In 2008 is het beheer en de daarmee samenhangende samenwerking en het gebruik van het kerkgebouw tussen partijen vastgelegd. Er is voor deze samenwerking geen einddatum vastgesteld. In 2010 werd het 100 jarig jubileum van het kerkgebouw gevierd en is er een boek uitgegeven met de titel 100 jaar Lambertuskerk.

## Beschrijving
De kerk is opgetrokken in baksteen en afgedekt met een combinatie van leien zadel-, schild- en lessenaarsdaken. De spitsboogvensters zijn uitgevoerd in verschillende afmetingen en voorzien van natuurstenen maaswerk. De glas-in-loodvulling van de vensters bestaat grotendeels uit eenvoudige geometrische figuren, met religieuze voorstellingen bij het koor en het transept.
De kerk bestaat uit een vierzijdige ingangstoren met een achthoekige spits, een veelhoekig gesloten koor, twee eveneens gesloten zijkapellen en een doopkapel. De toren is aan elk van de vier zijden voorzien van een uurwerk en twee hoge galmgaten. De op de toren aangebrachte lantaarn is relatief laag en gedecoreerd met vier kleine hoektorentjes. De achthoekige spits is evenals de rest van het dak met leien gedekt.
De Lambertuskerk maakt een onderdeel uit van een monumentaal complex waaronder de monumentale pastorie, twee patronaatsgebouwen te weten een jongens- en een meisjespatronaat (Het Mariapatronaat) en een begraafplaats, alles behorend tot de R.K. parochie van de H. Lambertus